# NGC 2786
NGC 2786 est une galaxie spirale située dans la constellation du Cancer. NGC 2786 a été découverte par l'astronome allemand Albert Marth en 1864.

## Caractéristiques
Sa vitesse par rapport au fond diffus cosmologique est de5 186 ± 21 km/s, ce qui correspond à une distance de Hubble de 76,5 ± 5,4 Mpc (∼250 millions d'al).
À ce jour, sept mesures non basées sur le décalage vers le rouge (redshift) donnent une distance de 74,400 ± 13,455 Mpc (∼243 millions d'al), ce qui est à l'intérieur des valeurs de la distance de Hubble.
La classe de luminosité de NGC 2786 est I et elle présente une large raie HI. Selon la base de données Simbad, NGC 2786 est une galaxie LINER, c'est-à-dire une galaxie dont le noyau présente un spectre d'émission caractérisé par de larges raies d'atomes faiblement ionisés.